# (74126) 1998 QV60
(74126) 1998 QV60 – planetoida z pasa głównego asteroid okrążająca Słońce w ciągu 3,76 lat w średniej odległości 2,41 j.a. Odkryta 23 sierpnia 1998 roku.